# Hans Dammann

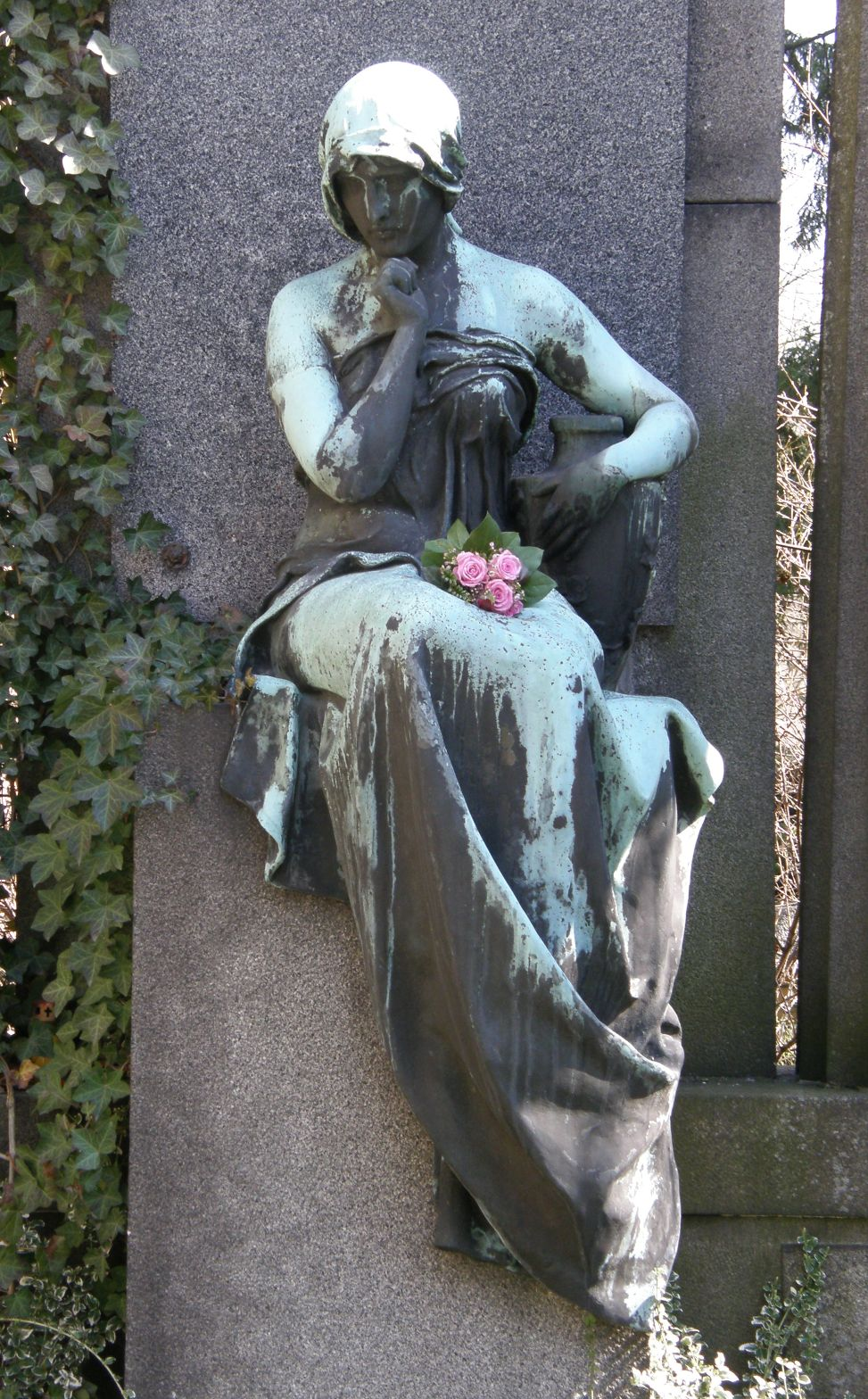
"Aux Morts"
Cmentarz Wilmersdorf, obecnie Berlin

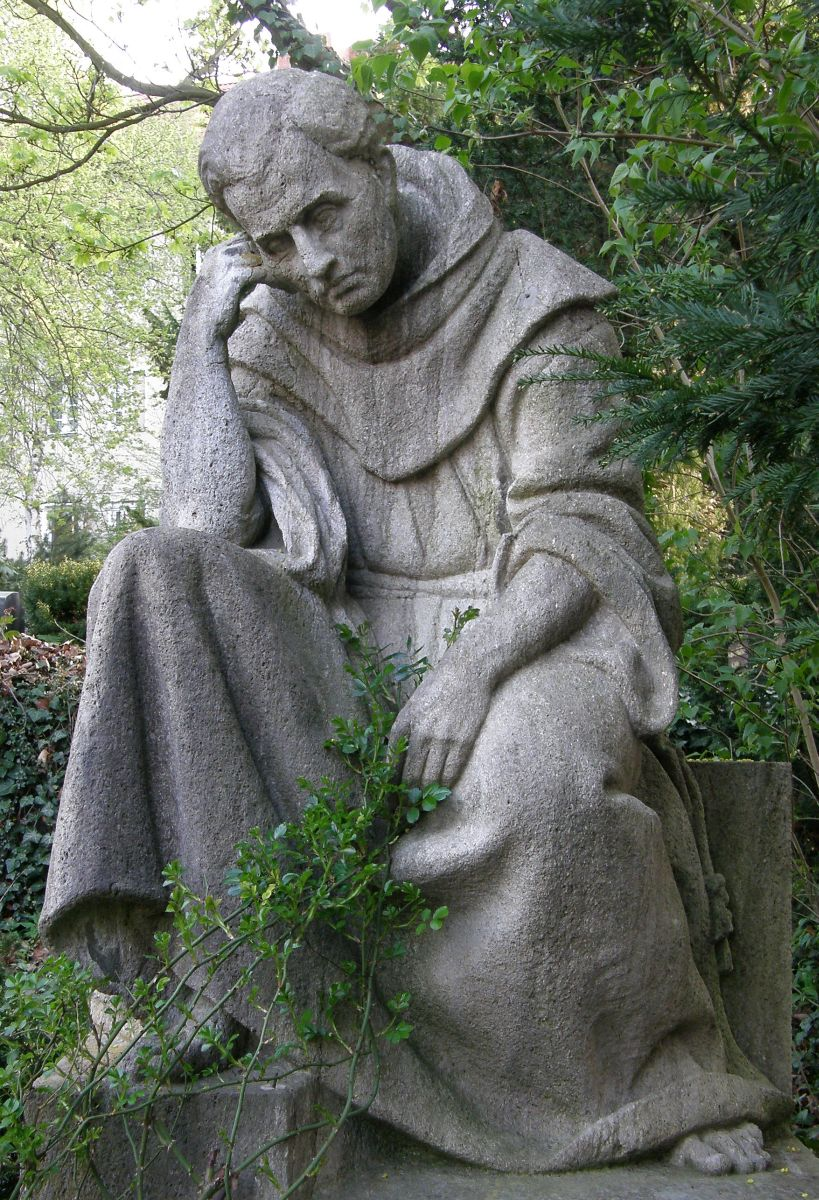
" Trauernder Mönch" "Mnich w żałobie"
Cmentarz Schmargendorf, obecnie Berlin

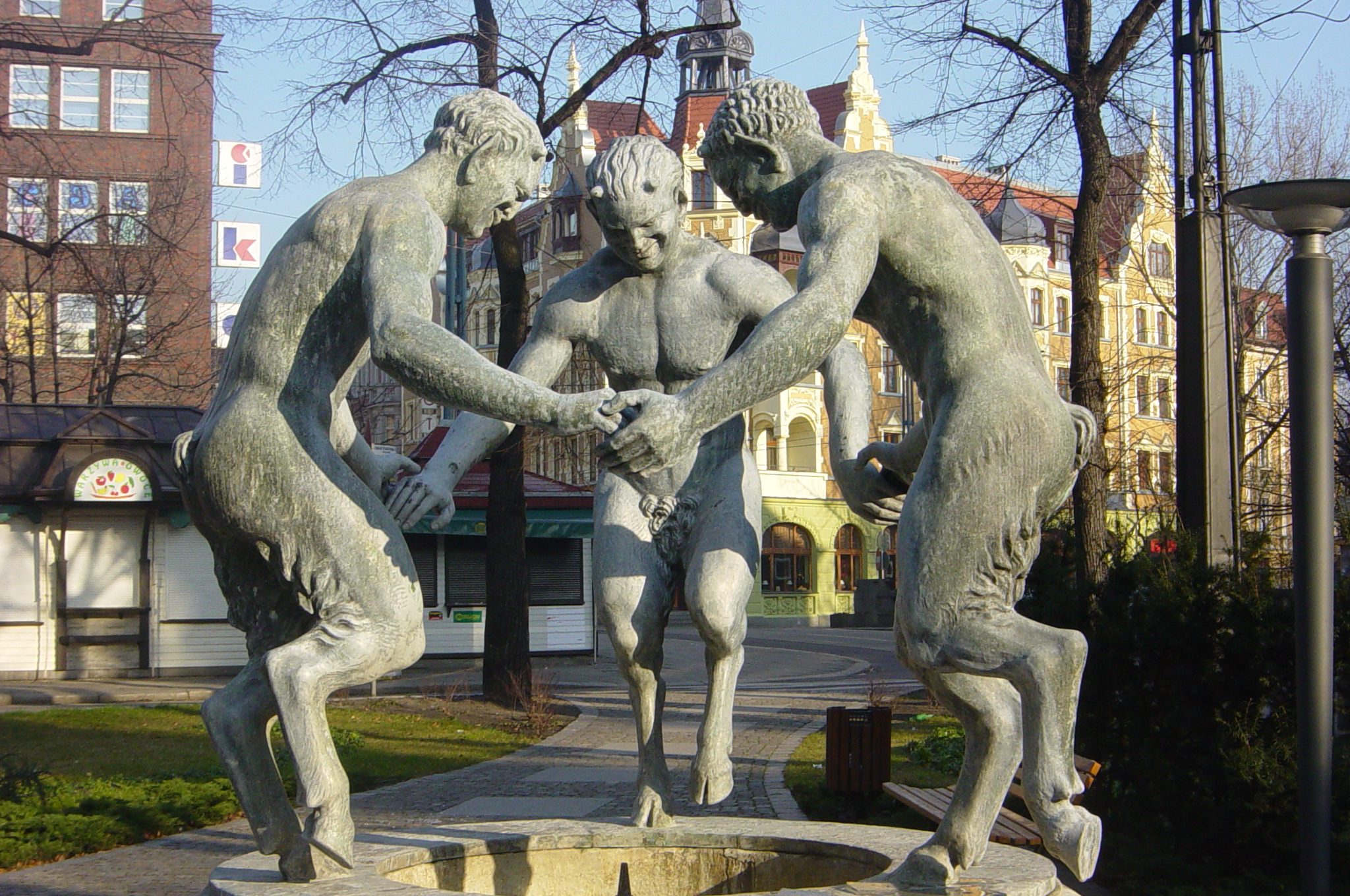
"Fontanna z tańczącymi faunami"
Gliwice, 1928

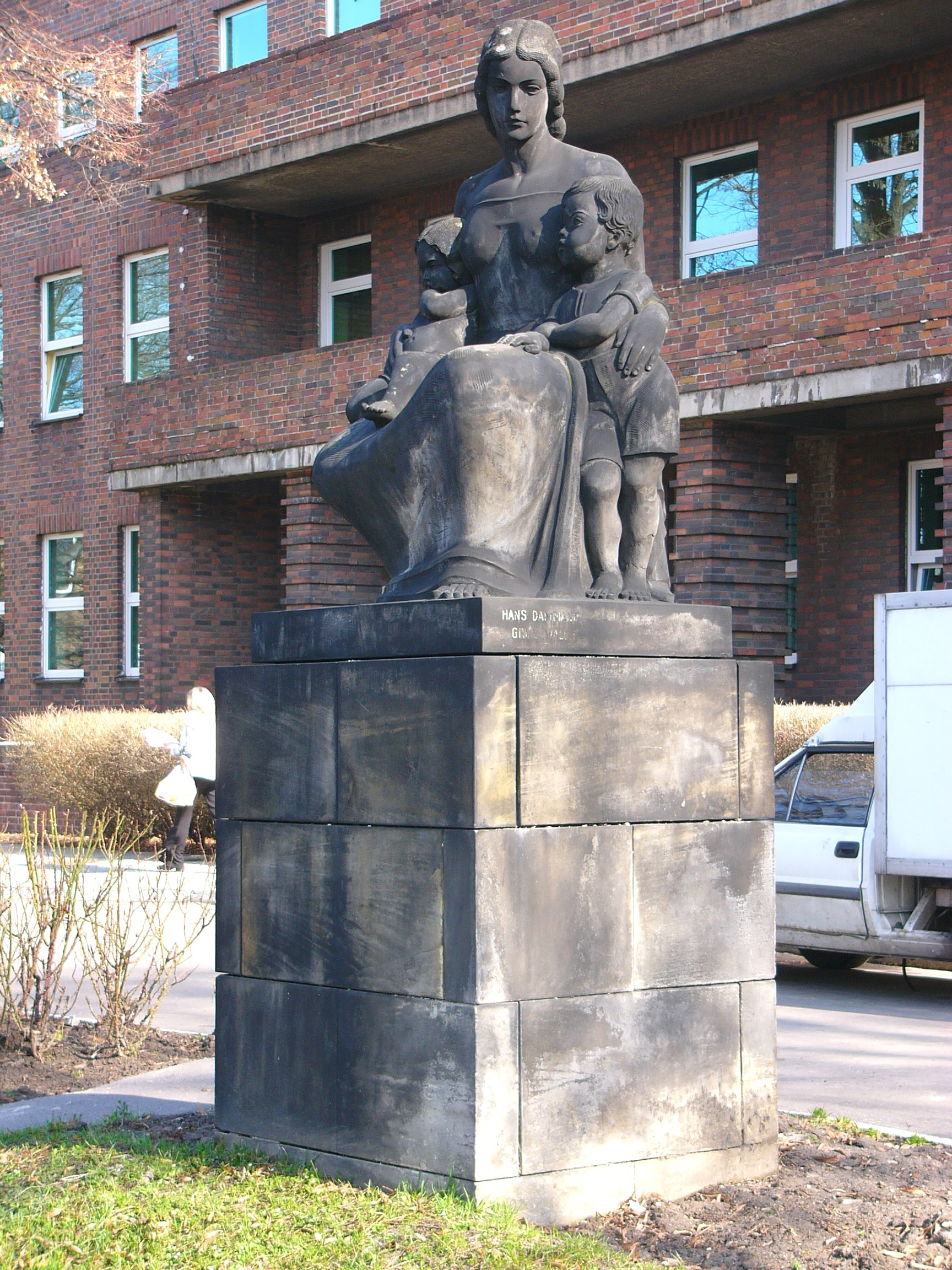
"Pomnik Matki" przed Centrum Onkologii w Gliwicach, 1933

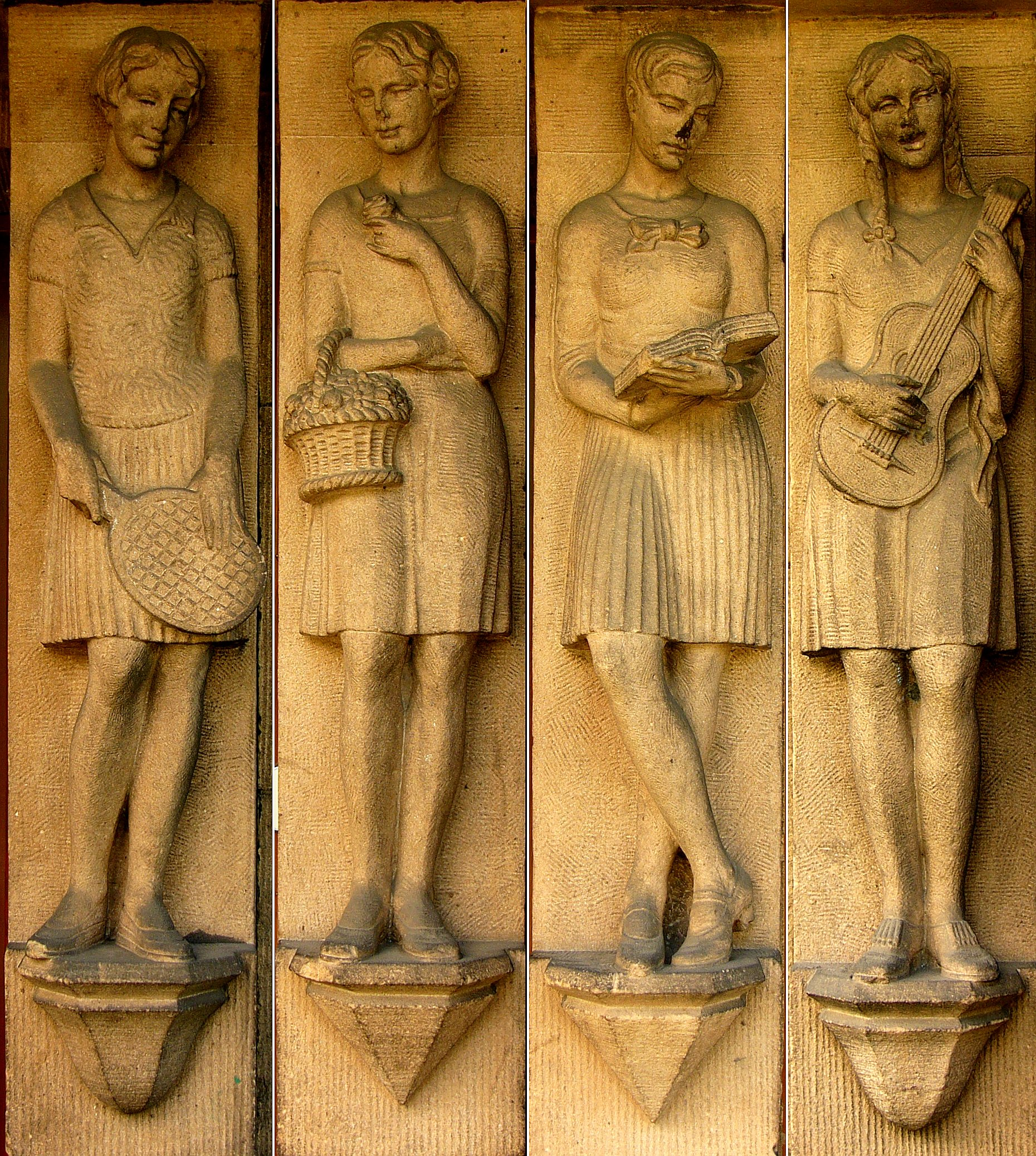
"Cztery uczennice" przy wejściu do dawnego Eichendorff-Ober-Lyzeum w Gliwicach, 1930

Hans Dammann (ur. 16 czerwca 1867 w Prószkowie, zm. 15 czerwca 1942 w Berlinie) – niemiecki rzeźbiarz.

## Życie
Urodził się jako syn profesora weterynarii Karla Dammanna. W wieku 10 lat opuścił Śląsk przenosząc się wraz z rodziną do Hanoweru. Po ukończeniu szkoły średniej, w roku 1885 rozpoczął studia na Uniwersytecie Technicznym w Hanowerze. Po 3 latach studiów, w październiku 1888 roku przeniósł się do Królewskiej Akademii Sztuki w Berlinie. Studiował tam do kwietnia 1895 między innymi u Alberta Wolffa, Ernsta Hertera autora m.in. Terpsychory stojącej przed teatrem im. Wilama Horzycy na Placu Teatralnym w Toruniu, Petera Breuera autora m.in. grupy religijnej "Pozwól dzieciom przychodzić do Mnie" (zwanej też "Jezus Przyjaciel Dzieci") w Bolesławcu i Gerharda Janenscha. Zaraz po studiach Hans Dammann wyjechał do Rzymu, by poznawać sztukę, a w szczególności rzeźbę świata starożytnego. Powrócił w pośpiechu, by jeszcze w tym samym roku wziąć udział w Wielkiej Wystawie Sztuki w Berlinie (Große Berliner Kunstausstellung). Na Wystawach Sztuki w Berlinie, które były organizowane cyklicznie, Dammann przedstawiał co najmniej jedną pracę rocznie aż do 1913 roku. Od skończenia studiów (1895) pracował jako twórca niezależny. Po kilku mniejszych zleceniach stworzył swoją pierwszą większą pracę – Fontannę z Nocnym Stróżem na rynku w Linden (obecnie dzielnica Hanoweru), która została odsłonięta 20 września 1896. W tym samym roku ożenił się z Fridą Martą Hirschwald (1878–1952).

## Twórczość

### Sztuka dotycząca cmentarzy: pomniki nagrobne
Z powodu braku kolejnych zamówień na pomniki w miejscach publicznych Hans Dammann nawiązał współpracę z Werkstatt für Friedhofskunst (Warsztat Sztuki Nagrobnej) w Plauen. Jednym z pierwszych modeli pomników nagrobnych wykonanych dla Warsztatu Sztuki Nagrobnej była jego praca "der Schlaf" ("Sen"), która przedstawiona na Wielkiej Wystawie Sztuki w Berlinie w 1899 roku spotkała się z wielkim zainteresowaniem. Jako figura żałobna znalazła się na grobie Hirschwaldów, teściów Dammanna, na ewangelickim cmentarzu Luisenfriedhof III w Berlinie. W kolejnych latach stworzył około 130 pomników nagrobnych, w tym monumentalne grobowce, które można zobaczyć na berlińskich cmentarzach: pamięci Cesarza Wilhelma (Westend) i Wilmersdorf.

### Zamówienia publiczne
W 1898 roku stworzył dla kasyna oficerskiego komendy powiatowej Landwehry stacjonującej na poligonie Tempelhof pod Berlinem popiersie króla pruskiego Fryderyka Wilhelma III, w królewskim mundurze, palcie i bikornie.
Na drodze pomiędzy Gorze i Rezonville (Alzacja-Lotaryngia, obecnie we Francji w departamencie Mozela) 7 czerwca 1903 zostało uroczyście odsłonięte kolejne jego dzieło, pomnik wojenny 4. Turyńskiego Pułku Piechoty. W 1903 roku otrzymał zamówienie na swoją drugą fontannę, która była zbudowana w Bad Salzuflen przed pomnikiem Eduarda Hoffmanna. Przy realizacji tego projektu zrezygnował z honorarium, traktując to zamówienie publiczne jako swoistego rodzaju reklamę. W 1904 roku otrzymał kontrakt na postać kowala do drugiego filaru balustrady balkonu ratusza w Bielefeld. W 1906 roku stworzył rzeźby "rano" i "wieczór", które zostały umieszczone po lewej i prawej stronie wielkiego zegara Nowego Ratusza w Hanowerze. Praca, którą przedstawił artysta publicznie na Wielkiej Wystawie Sztuki w Berlinie 1910, została zrealizowana w 1914 roku w Bad Homburg vor der Höhe jako "Fontanna-Pragnienie". Za tę realizację cesarz Wilhelma II nadał mu tytuł profesora.

### Żołnierskie grobowce i pomniki wojenne
Hans Dammann będąc oficerem rezerwy, natychmiast został powołany do wojska na początku I wojny światowej. Po kilku tygodniach wrócił do domu ranny w randze kapitana rezerwy. Wracając do pracy rozszerzył repertuar pomników nagrobnych o temat grobowców żołnierzy. Wiele z jego projektów cywilnych pomników grobowych zostało częściowo lub nieznacznie zmodyfikowanych i ponownie użytych.
Jego modele grobowców żołnierzy, zwłaszcza te, które stworzył po 1916 roku, znalazły ponownie zastosowanie w Republice Weimarskiej, jako pomniki wojenne.
Jego ostatnim cywilnym dziełem wykonanym w czasie I wojny światowej była fontanna "źródło Elizy" w parku zdrojowym Bad Homburg vor der Höhe (odsłonięta w 1918). 
Po pierwszej wojnie światowej dalej projektował pomniki nagrobne. Do roku 1922 tworzył głównie pomniki wojenne, z których 70 przetrwało do dziś.
Począwszy od 1933 z powodu zaawansowanego wieku tworzył rzeźby we współpracy z Henrykiem Rochlitzem .

## Zachowane prace znajdujące się w Polsce
- Choszczno (Arnswalde) - Pomnik poległych w I wojnie światowej w Choszcznie (1924)[5]. Na postumencie przedstawienie hełmu wojskowego zastąpiono figurą Matki Boskiej.
- Bisztynek (Bischofstein) - Pomnik poległych w I wojnie światowej w Bisztynku (1929)[6]. Na cokole w miejscu św. Zygfryda walczącego ze smokiem w 1965 roku ustawiono popiersie Henryka Sienkiewicza.
- Gliwice (Gleiwitz) - Fontanna z tańczącymi faunami (1928). Zachowana w całości.
- Gliwice (Gleiwitz) - Pomnik Matki przed Centrum Onkologii w Gliwicach (1933; wówczas budynek ten był kliniką ginekologiczno-położniczą). Zachowany w całości.
- Racibórz (Ratibor) - Pomnik poległych w czasie I wojny światowej w Parku im. Miasta Roth w Raciborzu (1927). Przetrwały jedynie balustrady z ławami.
- Reszel (Rößel) - Pomnik poległych (1906)[7]. Na szycie pomnika zamiast zrywającego się do lotu orła nie ma nic.
- Łobez (Labes) - Pomnik poległych w czasie I wojny światowej na usypanym w 1922 roku przez mieszkańców kopcu Rolanda (1926). Przetrwały pozostałości siedmiu otaczających pomnik kolumn i kamienne megalityczne budowle ułożone na stoku kopca.
- Maciejowiec (Nieder-, Ober- Matzdorf) - Mauzoleum Emmy von Kramsta i Renate Freifrau von Gersdorff

## Wykorzystanie twórczości w Polsce
- Logo Gliwickiego Klubu kolekcjonerów[8]
- happeningi - Metamorfaunozy[9][10][11]